# René Mäkelä
René Mäkelä (Palma de Mallorca, 29 de agosto de 1977) es un artista plástico y guionista español, conocido por sus obras y murales de gran formato de estilo urbano y pop contemporáneo.

## Biografía
Mäkelä es licenciado en publicidad y cuenta con un máster en creatividad. Durante sus primeros años como artista visual, trabajo de guionista en programas de televisión como Noche Hache o Buenafuente.

## Carrera artística
En 2011, comenzó a producir obras de gran formato en su estudio de Palma de Mallorca. Su estilo combina elementos de arte urbano, surrealismo y neopopart. Desde 2015, ha expuesto en galerías internacionales en ciudades como Los Ángeles, Miami, Nueva York, París y Londres.
Entre los coleccionistas de sus obras se encuentran figuras públicas como Madonna, Cara Delevingne, Vinicius Jr., Antoine Griezmann, el Papa Francisco, Cam Newton, Manny Machado, Jarvis Landry, Matt Kemp, Jorge Lorenzo, Austin Rivers y Patrick Peterson.
Mäkelä ha colaborado con varias marcas, incluyendo Porsche, Ron Barceló, Milbby, Hard Rock, Futbol Emotion, Basket Emotion, RCD Mallorca, La Liga y Mana Common.